# Challenge Bell 2006
Challenge Bell 2006 — тенісний турнір, що проходив на закритих кортах з килимовим покриттям PEPS de l'Université Laval у Квебеку (Канада). Належав до турнірів 3-ї категорії в рамках Туру WTA 2006. Це був 14-й за ліком Challenge Bell. Тривав з 30 жовтня до 5 листопада 2006 року. Маріон Бартолі здобула титул в одиночному розряді.

## Переможниці та фіналістки

### Одиночний розряд
Маріон Бартолі —  Пучкова Ольга Олексіївна, 6–0, 6–0
- Для Бартолі це був 3-й титул за сезон і 3-й — за кар'єру.

### Парний розряд
Карлі Галліксон /  Лора Гренвілл —  Джилл Крейбас /  Аліна Жидкова, 6–3, 6–4
- Для Галліксон це був єдиний титул за сезон і 2-й - за кар'єру. Для Гренвілл це був єдиний титул за сезон і 2-й - за кар'єру.